# 貝比·赫曼
弗洛伊德·凱夫斯·「貝比」·赫曼（英語：Floyd Caves "Babe" Herman，1903年6月26日—1987年11月27日），為前美國職棒大聯盟的右外野手，生涯曾效力於羅賓(今道奇)、紅人、小熊、海盜與老虎等隊。
赫曼是大聯盟1920年代末至1930年代初的強打者，他在1930年繳出3成93的打擊率，至今仍是道奇隊史單季打擊率紀錄。此外他生涯累積3次完全打擊，歷史上僅有6名球員達成。

## 職業生涯
1925年，赫曼被球探發掘，並與羅賓隊簽約。隔年他升上大聯盟，並隨即繳出3成19的打擊率。1928年，他的打擊率更是來到了3成40。
1929年，他繳出3成81的打擊率和6成12的長打率，兩項數據都刷新了隊史紀錄。但赫曼當時身處打者強勢的年代，他的打擊率還只能排在國聯第二。最後他在MVP票選上拿下第8名。隔年他更是打擊率推向3成93，但這年巨人的比爾·泰瑞硬是繳出4成01的打擊率，強勢拿下打擊王。該年赫曼敲出241支安打，但在國聯僅僅排到第三名。
雖然赫曼的打擊能力相當驚人，但是他的失誤也令人不敢恭維。1927年，他是國聯的失誤王。他的隊友Fresco Thompson甚至曾說赫曼的手套只是擺設。
1926年8月15日，羅賓隊在一出局攻占滿壘，赫曼擊出右外野方向二壘安打，一壘上的Chick Fewster來到三壘，但赫曼試圖將二壘安打變成三壘安打。從二壘起跑的達齊·凡斯通過三壘時看到三壘指導教練叫赫曼回壘，結果凡斯誤聽指令，於是停下腳步回到三壘。最終造成三個人都在三壘的奇特情景，勇士三壘手Ed Taylor順勢觸殺三位跑者，最後只有凡斯留在三壘，另外兩位跑者都出局。儘管該場比賽羅賓仍靠著當時從三壘起跑的Hank DeBerry跑回致勝分贏得比賽，但賽後球隊仍受到球迷的揶揄嘲諷。
1930年5月30日和8月15日，赫曼都擊出全壘打。但他卻選擇停下來目送球過大牆，最後都被裁定為一壘安打。9月20日，在面對紅雀的比賽，紅雀因捕手受傷人手不足，只能緊急推派48歲的總教練Gabby Street上場擔任臨時捕手，結果赫曼還盜壘失敗。隊友凡斯也批評赫曼就像是一頭脫韁野馬。
1931年，赫曼繳出3成13的打擊率。該年他兩度達成完全打擊，之後他在1932年被交易到紅人。他來到紅人的第一年就敲出19支三壘安打，刷新紅人隊史紀錄。1933年，赫曼來到小熊。該年他的打擊率為3成04。同年7月20日，他第三度達成完全打擊，為鮑勃·穆塞爾之後，20世紀第二位生涯三度達成員全打擊的選手。1935年，在短暫效力於海盜後，赫曼又重回紅人。1937年，赫曼加盟老虎，並繳出3成打擊率。後來他都在小聯盟打球，直到1945年，42歲的赫曼再度被羅賓簽下，完成他大聯盟最後一個球季。和之前不同的是，該年赫曼回到道奇主場，獲得了滿場球迷的起立致敬。
赫曼的兒子是一名數學老師，他在高中任教快20年。1987年，84歲的赫曼因肺炎和中風去世。

## 生涯打擊成績
| 出賽次數 | 打席 | 打數 | 得分 | 安打 | 二安 | 三安 | 全壘打 | 打點 | 盜壘 | 保送 | 三振 | 打擊率 | 上壘率 | 長打率 | OPS  |
| -------- | ---- | ---- | ---- | ---- | ---- | ---- | ------ | ---- | ---- | ---- | ---- | ------ | ------ | ------ | ---- |
| 1552     | 6230 | 5603 | 882  | 1818 | 399  | 110  | 181    | 997  | 94   | 520  | 553  | .324   | .383   | .532   | .915 |

## 外部連結
- 球員資訊和成績在MLB，ESPN，Retrosheet ，Baseball Reference ，Baseball Reference (Minors) ，Fangraphs，The Baseball Cube （英文）

| 成就                                       | 成就                                               | 成就                                       |
| ------------------------------------------ | -------------------------------------------------- | ------------------------------------------ |
| 前任： 齊克·哈菲 查克·克萊因 厄爾·艾佛瑞爾 | 完全打擊 1931年5月18日 1931年7月24日 1933年9月30日 | 繼任： 查克·克萊因 湯尼·拉澤里 道克·克拉默 |